# Hamburger Hill (Band)
Hamburger Hill war eine Hip-Hop-Gruppe aus Hamburg.

## Geschichte
Gründer der Formation aus dem Hamburger Bezirk Altona waren Yemi „Hanseknaller“ Akinsanya, David „Lil' D“ Atakpa, Stephan-Michael „SMG“ Gerber, Miles „Milestyles“ Terheggen und Marc „Sleepwalker“ Wichmann. Alle fünf kannten sich durch das gemeinsame Hobby Hip-Hop bereits seit Ende der 1980er-Jahre. Gerber, Terheggen und Wichmann waren in den frühen 1990er-Jahren Mitglieder der Hamburger Britcore-Formation Readykill. Atakpa, Gerber und Terheggen waren außerdem in der Hip-Hop-Gruppe Cheeba Demonz aktiv gewesen, die 1996 eine Britcore-Maxisingle veröffentlicht hatten. In den Folgejahren kam es immer wieder zu losen Kooperationen zwischen den Fünf, beispielsweise nahmen Gerber und Terheggen 1999 eine Maxisingle auf, die von Wichmann produziert wurde. Als (wohl fiktiver) Labelname wurde „Hamburger Hill Records“ gewählt. 2002 formierte sich dann Hamburger Hill als feste Formation und begab sich in das von Gerber und Wichmanns betriebene „twenty4seven“-Studio, um Stücke für das Album Alles Aus aufzunehmen, das im Februar 2003 erschien. Zur Herkunft des Gruppennamens gibt es keine bekannten Aussagen; nahe liegen ein Bezug zum gleichnamigen Film, der auf der Schlacht am Hamburger Hill fußt, sowie zur Hamburger Ausgehmeile Hamburger Berg.
2004 verließ Wichmann die Gruppe auf Grund nicht weiter spezifizierter Differenzen. In der Folge löste sich Hamburger Hill auf.
Yemi Akinsanya war ab 2014 als Jugendsozialarbeiter in Hamburg-Altona tätig. Er verstarb 2020 im Alter von 42 Jahren an einem Krebsleiden. Terheggen war nach dem Ende von Hamburger Hill unter anderem als Regisseur tätig und zeichnete 2009 für den Film Dicke Hose verantwortlich. Wichmann ist als Produzent, DJ und Dozent tätig und betreibt gemeinsam mit Gerber das „twenty4seven“-Studio. Gerber ist darüber hinaus bereits seit 1999 in Leitungsfunktion in der Bekleidungsbranche tätig und betreibt seit 2007 das Modelabel Mahagony Apparel.

## Stil
Die Mitglieder der Gruppe haben zwar größtenteils eine Britcore-Vergangenheit, ließen dieses Anfang bis Mitte der 1990er-Jahre populäre Hip-Hop-Subgenre als Hamburger Hill aber hinter sich. Laut.de rechnet das einzige Album der Gruppe dem Hip-Hop zu, ohne ihm die Zugehörigkeit zu einem Subgenre zuzuschreiben. Das Printmagazin Intro bezeichnete die Musik der Gruppe als „Hardcore-Hip-Hop“.

## Diskografie
- 2003: Alles Aus (WEA Records)